# Desognaphosa yabbra
Desognaphosa yabbra is een spinnensoort uit de familie Trochanteriidae. De soort komt voor in Queensland en New South Wales.